# Tvärasjön och Långvekasjön
Tvärasjön och Långvekasjön är två sammanhängande sjöar i Finland. De ligger i kommunen Kronoby i landskapet Österbotten, i den centrala delen av landet, 400 km norr om huvudstaden Helsingfors. Tvärasjön och Långvekasjön ligger 60,4 meter över havet. De båda sjöarna, Tvärasjön i norr och Långvekasjön i söder, skiljs åt av ett sund vid byn Sandvik.
I omgivningarna runt Tvärasjön och Långvekasjön växer i huvudsak blandskog. Arean är 95,9 hektar och strandlinjen är 11,5 kilometer lång. Sjön  ingår i Kronoby å huvudavrinningsområde. 
Söder om sjön ligger Peckassjön och i sjön ligger ön Tallholmen, 0,4 hektar och 90 meter i nord-sydlig riktning.